# Shpongle
Shpongle es una banda británica de psybient y trance psicodélico formada en Chobham, Surrey, en 1996. Está formada por los DJ y productores Hallucinogen y Raja Ram. El grupo es considerado como uno de los pioneros del psybient.

## Discografía
| Año de lanzamiento | Título                                | Tipo    |
| ------------------ | ------------------------------------- | ------- |
| 1998               | Are You Shpongled?                    | Estudio |
| 2001               | Tales of the Inexpressible            | Estudio |
| 2003               | Shpongle Remixed                      | Remix   |
| 2005               | Nothing Lasts... But Nothing Is Lost  | Estudio |
| 2008               | Shpongle Unreleased Remixes           | Remix   |
| 2009               | Ineffable Mysteries from Shpongleland | Estudio |
| 2013               | Museum of Consciousness               | Estudio |
| 2017               | Codex VI                              | Estudio |